# Szent Kristóf
Szent Kristóf (görögül: Χριστόφορος [Khrisztophorosz], latinul: Christophorus; ? – 251 körül?) ókori keresztény vértanú, a katolikus tizennégy segítőszent egyike.
Tisztelete a középkorban terjedt el. A 7. századtól templomokat és kolostorokat neveztek el róla.
Létezése történelmileg nem igazolt, életének történetét a mai kutatók nem tekintik valóságnak. Kristóf alakja már a késő középkori egyházban is vitatott volt: több helyi zsinat betiltotta a kultuszát; II. Piusz pápa is kétségeinek adott hangot. 1969-ben, a katolikus szentek liturgikus naptárának felülvizsgálatakor az Istentiszteleti és Szentségi Dikasztérium (Dicasterium de Cultu Divino et Disciplina Sacramentorum) arra a következtetésre jutott, hogy "alig van történelmi tény" Szent Kristófról, ahogy azt a Tübingeni Egyetem Horst Fuhrmann nevű német történészprofesszora összefoglalta, ezért a szentek római naptárából törölve lett.

## Élete
A legenda szerint Kristóf a 3. század derekán Szamóban Lükiában élt.
Az óriás Kristófot az a vágy fűtötte, hogy szolgálatait a leghatalmasabb úrnak ajánlja fel. Először egy király szolgálatába állt, de mert ez félt az ördögtől, ott hagyta, és az ördög szolgálatába szegődött. Csakhogy az ördög is félt a kereszt jelétől -- így jutott el Kristóf végül Krisztushoz.
Amikor Krisztust kereste, egy remete azt a tanácsot adta neki, hogy ha Krisztussal akar találkozni, keresztelkedjék meg és legyen a felebarátai szolgálatára. Kristóf megfogadta a tanácsot.
Volt ott egy hatalmas folyó, melyen a zarándokok mindig csak nagy félelemmel tudtak átkelni. A remete azt ajánlotta Kristófnak, hogy hatalmas erejét itt állítsa az emberek szolgálatába, azaz ha a folyóhoz érkezik valaki és fél a víz sodrától, segítsen az átkelésben. Kristóf megfogadta a tanácsot. Készített magának egy kunyhót a folyó partján, abban élt, s egy nagy botra támaszkodva sorra átvitte a folyón az utasokat.
Egy éjjel úgy hallotta, mintha a nevén szólították volna. Egy szegényes külsejű gyermek állt kunyhója előtt, és a segítségét kérte. Kristóf szívesen teljesítette kérését, már csak azért is, mert a kicsi könnyű tehernek ígérkezett hatalmas vállai számára. Amint azonban a folyó közepe felé tartott, a teher mind nehezebb lett, mintha ólmot cipelt volna. Csaknem a víz alá merült a súlya alatt, s minden erejét össze kellett szednie, hogy átérjen a túlsó partra.
Ott azután a kisfiú elmagyarázta Kristófnak a keresztség misztériumát, és azt mondta: „Ami a válladat nyomta, több volt, mint az egész világ. A Teremtőd volt az, akit áthoztál, én ugyanis az a Krisztus vagyok, aki a leghatalmasabb és akinek szolgálni akartál.”
Kristóf ezután fáradhatatlanul térítette az embereket Szamóban, ezért az isteni Gyermek jutalmul megajándékozta őt a vértanúság koszorújával.
Jó szolgálatot tett neki a botja, amely a földbe szúrva menten kizöldült. Nemcsak azok a katonák tértek meg szavára és csodáira, akiket az elfogatására küldtek, hanem az a két szolgálólány is bátran vállalta a vértanúhalált, akiknek a börtönben el kellett volna őt csábítani.
Miután Kristófnak sem a máglya tüze, sem az izzó sisak nem ártott, kirendeltek négyszáz katonát, hogy nyilakkal célba vegyék, de a nyilak egy kivételével megálltak a levegőben. Az az egy a bíró szemébe repült. Végül lefejezték Kristófot, de még a vérében is erő volt: meggyógyult tőle a bíró szeme. 

## Tisztelete
Szent Kristóf ünnepét július 25-én tartja a katolikus hagyomány. Az utasok, vándorok, hajósok védőszentje, a tizennégy segítő szent egyike, a népies vallásosság talán legnépszerűbb alakja, akinek képét ma is sok autós és motoros magával hordja. A Magyar Autóklub Szent Kristófról nevezte el azt a díjat, amelynek bronz, ezüst és arany fokozatával jutalmazza azokat, akik legtöbbet tettek a biztonságos közlekedésért.